# José Rubén Nava
José Rubén Nava Rodríguez (24 de febrero de 1997) es un deportista mexicano que compite en taekwondo. Ganó cuatro medallas en el Campeonato Panamericano de Taekwondo entre los años 2016 y 2024.

## Palmarés internacional
| Campeonato Panamericano | Campeonato Panamericano  | Campeonato Panamericano | Campeonato Panamericano |
| Año                     | Lugar                    | Medalla                 | Categoría               |
| ----------------------- | ------------------------ | ----------------------- | ----------------------- |
| 2016                    | Querétaro (México)       | Medalla de oro          | –68 kg                  |
| 2018                    | Spokane (Estados Unidos) | Medalla de bronce       | –68 kg                  |
| 2021                    | Cancún (México)          | Medalla de bronce       | –74 kg                  |
| 2024                    | Río de Janeiro (Brasil)  | Medalla de bronce       | –74 kg                  |